# Титан (ракета-носитель)
«Тита́н» — семейство американских военных баллистических ракет и ракет-носителей на их основе. Изначальный разработчик — Martin Marietta. Ракеты-носители «Титан» использовались с 1959 года. Было создано несколько модификаций (Titan I- Titan IV, с их вариантами). Наиболее тяжёлая версия носителя (Titan IV) могла доставить на низкую околоземную орбиту полезный груз массой в 21600 кг. РН этого семейства использовались для выведения на орбиту различных ИСЗ, АМС, пилотируемых кораблей серии «Джемини». Последняя ракета была запущена 19 октября 2005 года. Производство было свёрнуто в пользу семейства «Атлас». Всего было запущено 368 ракет.

## Семейство ракет-носителей Титан

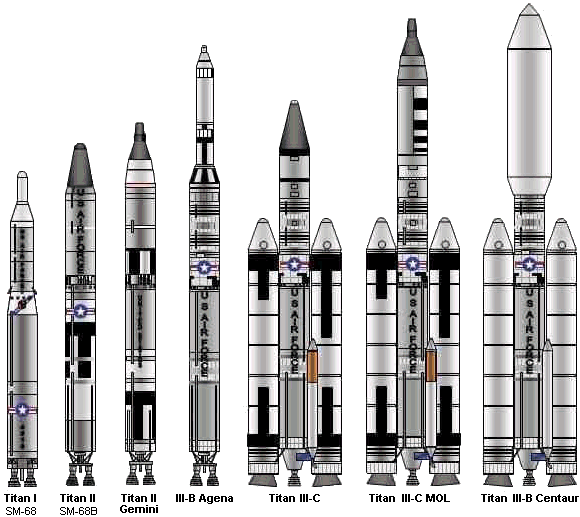
Семейство РН «Титан»

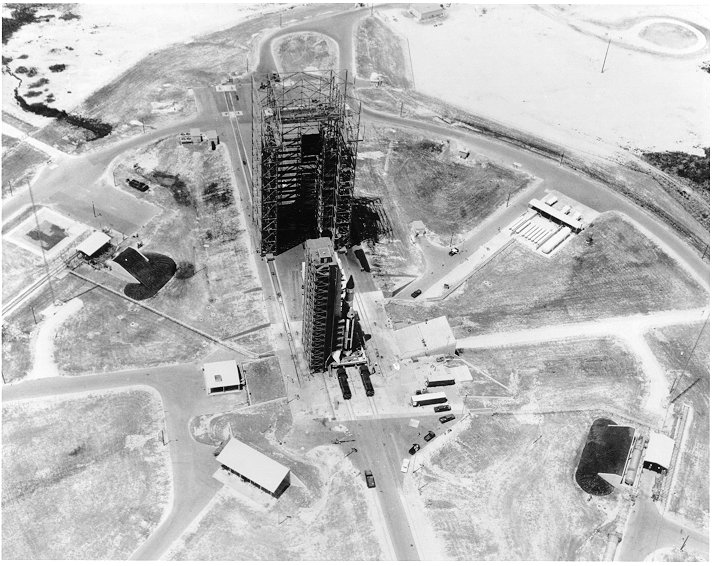
Комплекс для пуска ракеты «Титан-3»

- Титан-1
- Титан-2
- Титан-3
- Титан-4